# فريد غودوينس
فريد غودوينس (بالإنجليزية:Fred Goodwins) (مواليد 26 فبراير 1891 - وفيات أبريل 1923).ممثل ومخرج وكاتب سيناريو في عصر السينما الصامتة . ظهر في 24 فيلما بين عامي 1915 و 1921.

## روابط خارجية
- فريد غودوينس على موقع IMDb (الإنجليزية)
- فريد غودوينس على موقع أول موفي (الإنجليزية)
- فريد غودوينس على موقع قاعدة بيانات الأفلام السويدية (السويدية)
- فريد غودوينس على موقع قاعدة بيانات الفيلم (الإنجليزية)
- فريد غودوينس على موقع كينوبويسك (الروسية)